# Mikkeli
Mikkeli (tiếng Thụy Điển: S:t Michel) là một thị xã và khu tự quản ở Phần Lan. Thị xã tọa lạc ở nơi từng là tỉnh Đông Phần Lan và là một phần của khu vực Savonia phía Nam. Khu tự quản có dân số 54.606 người (năm 2016) và có diện tích 2.124,60 km vuông (820,31 dặm vuông) trong đó có 424,7 km2 (164,0 sq mi) là mặt nước. Mật độ dân số là 28,72 cư dân trên một cây số vuông (74,4 / sq mi).
Mikkeli là địa điểm trụ sở của lực lượng vũ trang của Phần Lan trong Thế chiến II. Thành phố này cơ bản chỉ nói tiếng Phần Lan, chỉ có 0,15% nói tiếng Thụy Điển như tiếng mẹ đẻ.
Mikkeli có sân bay riêng của mình (sân bay nội địa), nhà ga tàu hỏa (năm chuyến tàu đến và đi từ Helsinki, hàng ngày) và một phòng hòa nhạc. Phòng hòa nhạc cung cấp địa điểm chính cho Liên hoan Âm nhạc quốc tế hàng năm Mikkeli, thu hút các nhạc sĩ và khán giả trên khắp châu Âu. Trường Đại học Khoa học ứng dụng là đơn vị sử dụng lao động lớn nhất trong thị xã. Trường có khoảng 400 nhân viên giảng dạy toàn thời gian với khoảng 900 hỗ trợ và nhân viên dịch vụ. Các đơn vị sử dụng lao động địa phương khác hoạt động trong ngành lâm nghiệp, giấy, in ấn, nuôi trồng và lĩnh vực sản xuất ánh sáng. Mikkeli cũng là một khu nghỉ mát kỳ nghỉ lớn trong khu vực Lakeland Phần Lan.
Mikkeli là nổi tiếng cho cuộc sống về đêm của nó. Có rất nhiều các quán bar, quán rượu và câu lạc bộ trong đó. Các câu lạc bộ phổ biến nhất là Lounge Bar Kharma, Vaakuna, Wilhelm Club & Bar và Amarillo.

## Địa lý
Bề mặt Mikkeli được nâng thấp, nằm bên bờ hồ Saimaa. Xung quanh thị trấn cũng có nhiều con hồ nhỏ.
Tính đến ngày 31 tháng 3 năm 2016, Mikkeli có dân số ước tính 54.606 người (khoảng 34.000 người ở vùng trung tâm). Ngôn ngữ chính ở đây là tiếng Phần Lan và chỉ có 0,15% dân số sử dụng tiếng Thụy Điển như ngôn ngữ mẹ đẻ.
| 1980                                 | 52,505 |
| 1985                                 | 53,800 |
| 1990                                 | 54,404 |
| 1995                                 | 55,563 |
| 2000                                 | 55,222 |
| 2005                                 | 54,728 |
| 2010                                 | 54,455 |
| 2015                                 | 54,655 |
| Nguồn: Cục Điều tra dân số Phần Lan. |        |

## Giáo dục
Năm 1965, chính phủ Phần Lan chọn Mikkeli làm nơi để xây dựng các trường đại học mới chuyên sâu về kỹ thuật và đào tạo nghề. Đại học khoa học ứng dụng tuyển sinh lần đầu vào năm 1969. Ngày nay, trường Đại học khoa học ứng dụng Mikkeli (Mikkeli UAS hay MAMK) tiếp nhận 4.500 học sinh mỗi năm từ khắp thế giới. Ngôn ngữ dạy chủ yếu là tiếng Phần Lan, song cũng có một vài chương trình học được giảng dạy bằng tiếng Anh nhằm thu hút sinh viên quốc tế.
Nhiều trường đại học của Phần Lan cũng đặt cơ sở của mình tại Mikkeli. Hội đồng Đại học Mikkeli (Mikkeli University Consortium) bao gồm cơ sở của Đại học Helsinki, Đại học Aalto (tên cũ là Đại học Kinh tế Helsinki), Đại học Đông Phần Lan và Đại học Công nghệ Lappeenranta. Các trường đại học đều cấp những bằng Cử nhân danh giá và được đánh giá cao toàn thế giới.

## Văn hóa
Mikkeli có một sân bay riêng (phục vụ nội địa) và một nhà ga xe lửa (gồm năm chuyến đi Helsinki hằng ngày).
Mikkeli còn có một nhà hát được xây dựng năm 1988 để kỷ niệm 150 năm thành lập thị xã. Nhà hát thường thu hút nhiều nghệ sĩ và khán giả từ khắp châu Âu. Nơi đây cũng là một điểm nghỉ dưỡng lý tưởng tại Phần Lan.

## Quan hệ quốc tế

### Thành phố kết nghĩa
| - Békéscsaba, Hungary - Luga, Nga - Mõisaküla, Estonia | - Vejle, Đan Mạch - Molde, Na Uy - Borås, Thụy Điển |

## Hình ảnh

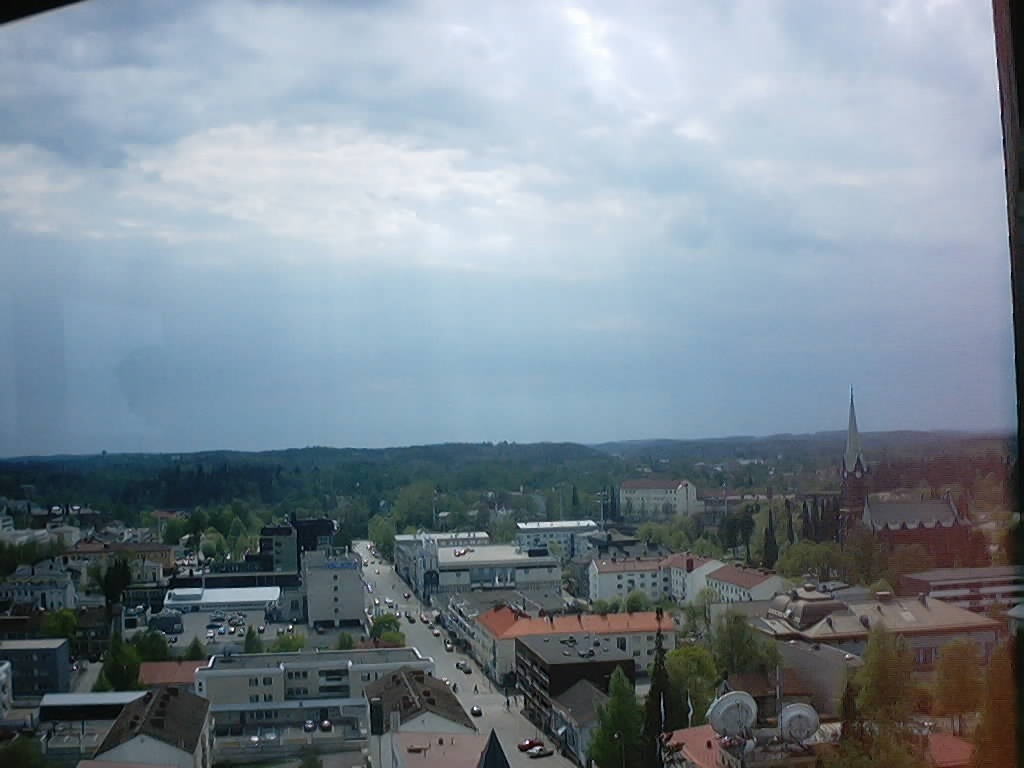
Mikkeli nhìn từ đài quan sát trên Đồi Naisvuori
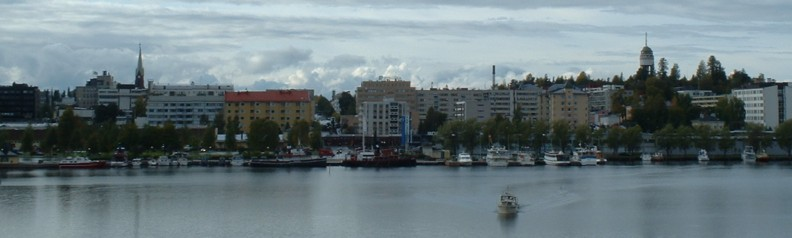
Trung tâm Mikkeli với vịnh Hồ Saimaa
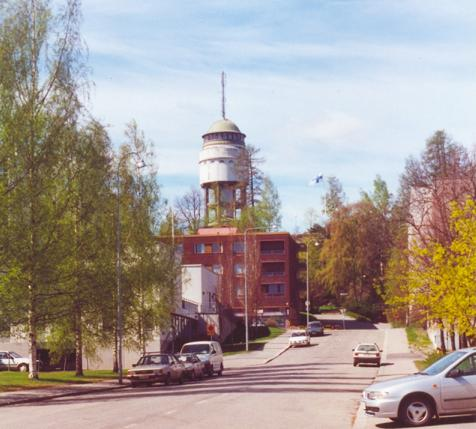
Đài quan sát trên Đồi Naisvuori
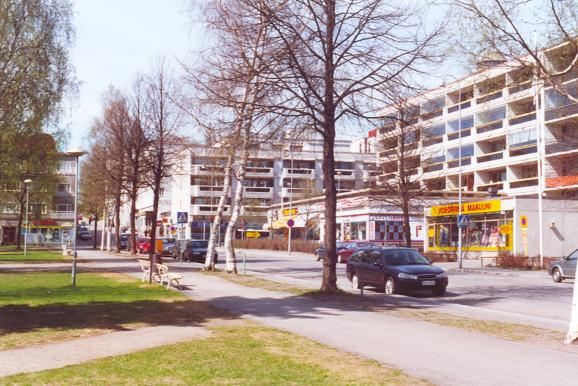
Khu trung tâm Mikkeli
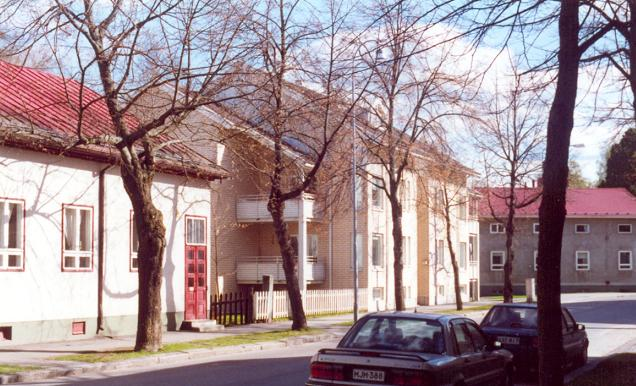
Nhà cửa
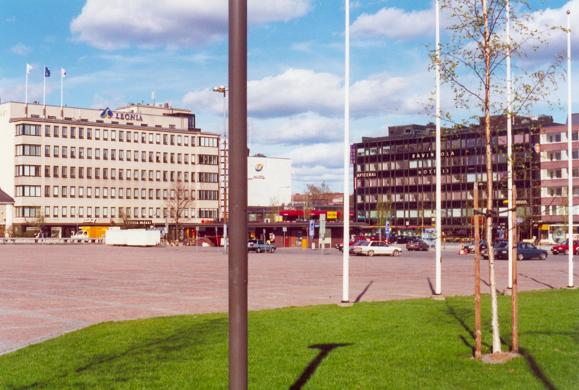
Khu chợ
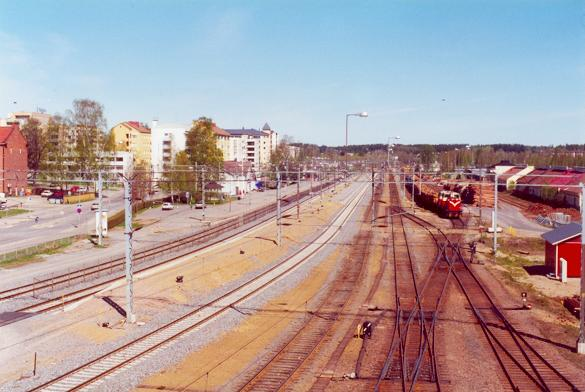
Đường xe lửa từ Mikkeli đi Helsinki
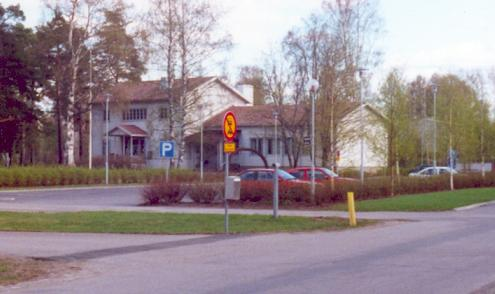
Căn nhà của Hội học sinh trường Đại học khoa học ứng dụng Mikkeli
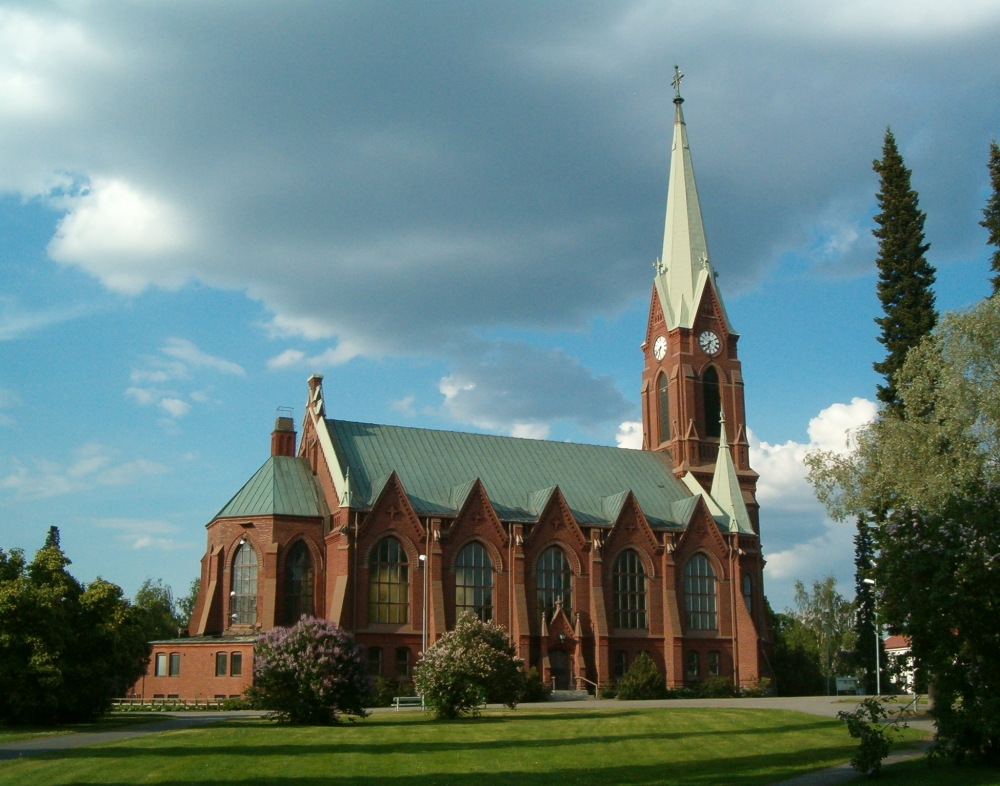
Nhà thờ
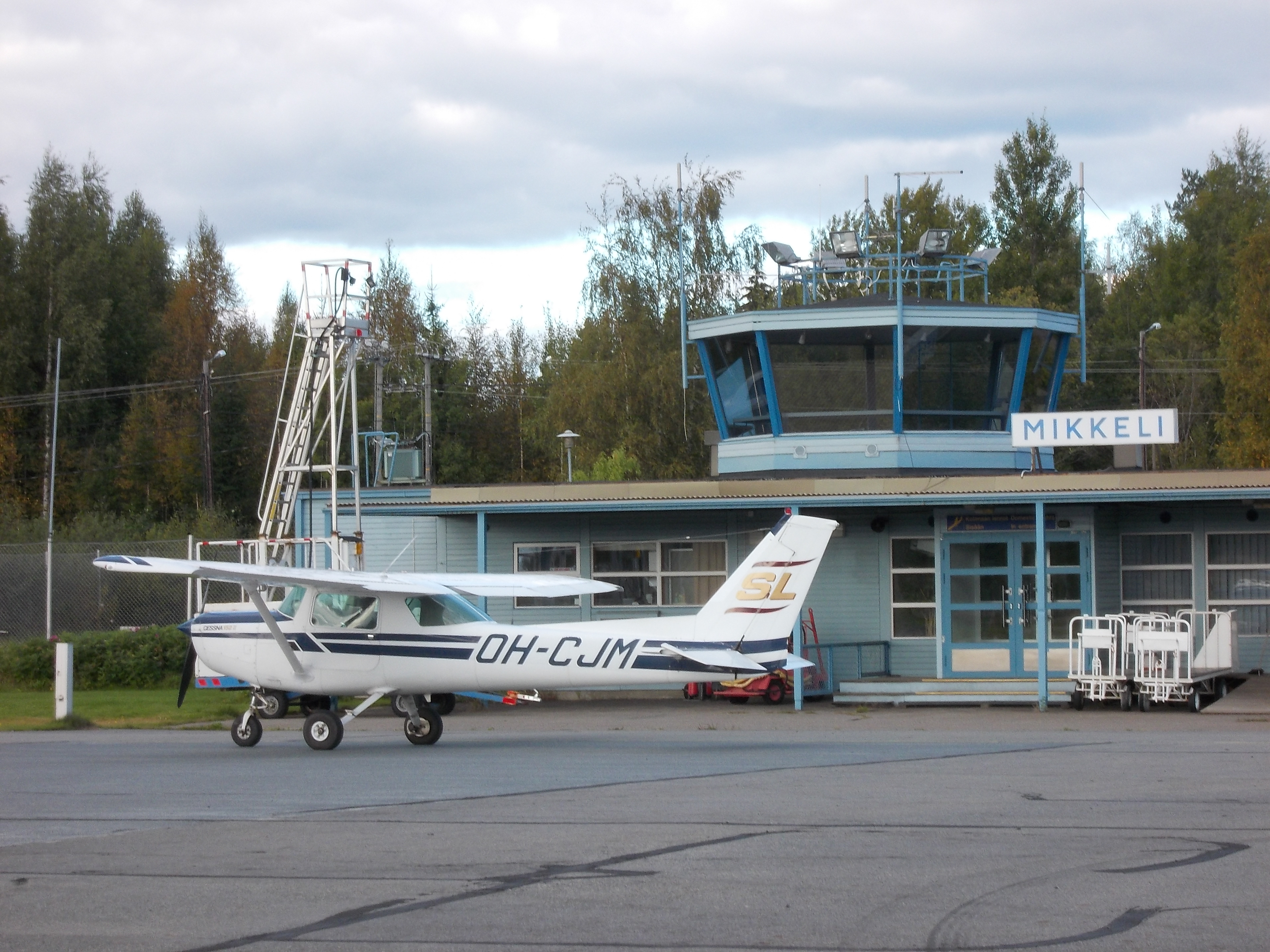
Sân bay